# 699年
| 千纪： | 1千纪                                                                                           |
| 世纪： | 6世纪 \| 7世纪 \| 8世纪                                                                         |
| 年代： | 660年代 \| 670年代 \| 680年代 \| 690年代 \| 700年代 \| 710年代 \| 720年代                       |
| 年份： | 694年 \| 695年 \| 696年 \| 697年 \| 698年 \| 699年 \| 700年 \| 701年 \| 702年 \| 703年 \| 704年 |
| 纪年： | 己亥年（猪年）；武周（新罗）聖曆二年                                                            |

## 大事记
- 武则天命太子李顯、相王李旦、太平公主，與定王武攸暨，於明堂告天地為盟誓，刻於鐵券，藏於史館。
- 吐蕃贊普器弩悉弄逼迫論欽陵自殺，結束了噶爾家族幾十年的專權統治。贊婆和論欽陵的兒子論弓仁投奔武周。

## 各国领袖

### 非洲
- 马库里亚王国 - 梅尔库里欧斯（英语：Merkurios of Makuria）, 马库里亚国王(697–722)

### 美洲
- 科潘 – Uaxaclajuun Ub'aah K'awiil (675–738)
- 蒂卡尔 – Jasaw Chan K'awiil I (682–732)
- 帕伦克 – Chan Bahlum II, (684–702)

### 亚洲
- 中国 (武周) - 武则天，中国皇帝 (690–705)
- 日本 (飞鸟时代) - 文武天皇，日本天皇 (697–707)
- 朝鲜半岛 (统一新罗) - 孝昭王，新罗王 (692–702)
- 吐蕃 - 赤都松赞，吐蕃赞普 (677–704)
- 后突厥 - 默啜，突厥可汗 (692–716)
- 震国 - 高王大祚荣, 震国王 (698–719)

### 中东
- 亚美尼亚 - Sembat II Bagratuni, 亚美尼亚国王 (696–705)
- 阿拉伯帝国 - 阿卜杜勒-馬利克·本·馬爾萬·本·哈卡姆，倭马亚王朝哈里发 (685–705)

### 欧洲
- 拜占庭帝国 - 提比略三世 (698–705)
- 法兰克王国 - 希尔德贝尔特三世, 法兰克国王 (695–711)
  - 丕平二世, 宫相 (687–714)
- 西哥特王国 - Egica (687–702)
- 保加利亚第一帝国 - 捷尔维尔(695–715)
- 伏尔加保加利亚 – Kotrag (675–710)
- 弗里西亚王国 –Redbad (678–719)
- 威尼斯共和国 - 保罗·吕齐奥·阿纳法斯托，威尼斯总督 (697–717)
- 伦巴底王国 - Cunipert (689–700)
- 英格兰 (七国时代) - 
  - 东盎格利亚 - Ealdwulf (664–713)
  - 埃塞克斯王国 -

  1. Sigeheard (694–709)
  2. Swæfred (694–709)

  - 肯特王国 - Wihtred(690–725)
  - 默西亚王国 - Æthelred (675–704)
  - 诺森布里亚 - Aldfrith (685–704)
  - 萨塞克斯王国 -
  - 韦塞克斯 - Ine (688–726)
- 苏格兰
  - 达尔里阿达 - Fiannamail ua Dúnchado (698–700)
  - 斯特拉斯克莱德王国 -
  - 皮克特 - Brude mac Derile, 皮克特国王 (696/7–706)
- 威尔士 -
  - 格威尼德王国 - Idwal Iwrch ap Cadwaladr (682–720)
  - 波伊斯王国

## 出生
- 祖咏，唐朝诗人，洛阳(今河南洛阳)人，排行三，开元十二年（724年）进士。
- 井真成，姓井，字真成，被奈良時代的日本政府派遣到唐朝的留學生，與阿倍仲麻呂（晁衡）是同學。
- 达戈贝尔特三世，法兰克王国墨洛温王朝国王。
- 阿布·哈尼法，逊尼派伊斯兰教法学哈乃斐派创始人。

## 逝世
- 封言道，字让，唐朝初年宰相封德彝之子，尚唐高祖第十二女淮南公主李澄霞，为驸马都尉。
- 吉顼，郡望冯翊池阳（今陕西泾阳西北），洛州河南（河南洛阳）人，武周时期宰相。
- 娄师德，字宗仁，郑州原武（今河南原阳县）人。唐高宗、武则天两代大臣。
- 周季童，又名周季重，武周时期官員。唐朝驸马周道务第四子。
- 王及善，洺州邯鄲（今河北邯郸）人。武则天时文昌左相（宰相）。
- 論欽陵，即噶尔·欽陵赞卓，吐蕃帝国早期著名政治、军事人物，曾任大贡论一职。
- 新田部皇女，是日本第38代天皇天智天皇皇女，天武天皇之妃。